# Kohila (plaats)
Kohila (Duits: Koil) is een plaats in de Estlandse gemeente Kohila, provincie Raplamaa. Kohila heeft de status van kleine stad (Estisch: alev) en is de hoofdplaats van de gemeente. Tussen 1993 en 2002 was ze als alevvald een zelfstandige gemeente.
Kohila ligt aan de rivier Keila en heeft een station aan de spoorlijn Tallinn - Viljandi.

## Bevolking
De plaats had 3346 inwoners op 31 december 2011 en 3295 inwoners op 31 december 2021.

## Geschiedenis
Kohila werd in 1241 voor het eerst genoemd onder de naam Koil. In 1438 was er voor het eerst sprake van een landgoed Kohila. In de 17e eeuw behoorde het landgoed toe aan de familie Wrangel, tussen 1771 en 1906 aan de familie von Brevern. Deze liet in het begin van de 19e eeuw een landhuis bouwen. Tijdens de Revolutie van 1905 werd het landhuis platgebrand. In de jaren daarna werd het, met enkele veranderingen, opnieuw opgebouwd. Het landhuis is in particuliere handen. Ook een paar bijgebouwen zijn bewaard gebleven.
Ten zuiden van Kohila lag het landgoed Tohisoo, dat later opgedeeld werd tussen Kohila en het dorp Pukamäe. Het landhuis van Tohisoo (Duits: Tois) ligt aan de zuidkant van Kohila. Het landgoed was achtereenvolgens in handen van de families von Bellingshausen, von Bock, von Essen en von Korff. In 1744 kwam het in handen van de familie Wrangel, die eigenaar bleef tot het landgoed in 1919 werd onteigend door het onafhankelijk geworden Estland. Het houten landhuis, dat uit de 17e eeuw dateerde, werd ook in de as gelegd in 1905. In de jaren tien werd een nieuw, stenen landhuis gebouwd. In het gebouw is een opleidingsinstituut gevestigd. Het landhuis ligt in een groot park.
In 1893 kreeg Kohila een papierfabriek, die uitgebreid werd in 1907. De fabriek bestaat nog steeds onder de naam KP Factory.
In 1901 werd de spoorlijn Tallinn - Viljandi geopend. In de eerste jaren na de opening van het station werd Kohila ook wel Kapa-Kohila genoemd, naar de herberg Kapa in de nabijheid van het station, die tevens dienstdeed als postkantoor. De naam Kapa leeft nog voort als naam van een dennenbos binnen de grenzen van Kohila.
Dankzij de papierfabriek en de aanwezigheid van een spoorlijn begon Kohila te groeien. In 1945 kreeg de plaats de status van kleine stad (alev). Tussen 1993 en 2002 was de plaats een aparte gemeente; in 2002 kreeg Kohila het omliggende gebied erbij en ontstond de landgemeente Kohila.
De orthodoxe Kerk van 's Heren Hemelvaart (Angerja Issanda Taevaminemise kirik) dateert van 1901. De kerk was dicht tussen 1950 en 1993 en moest daarna grondig worden gerestaureerd. De kerk behoort toe aan de Estische Apostolisch-Orthodoxe Kerk.

## Geboren in Kohila
- Enar Jääger (1984), voetballer
- Birgit Õigemeel (1988), zangeres

## Foto's

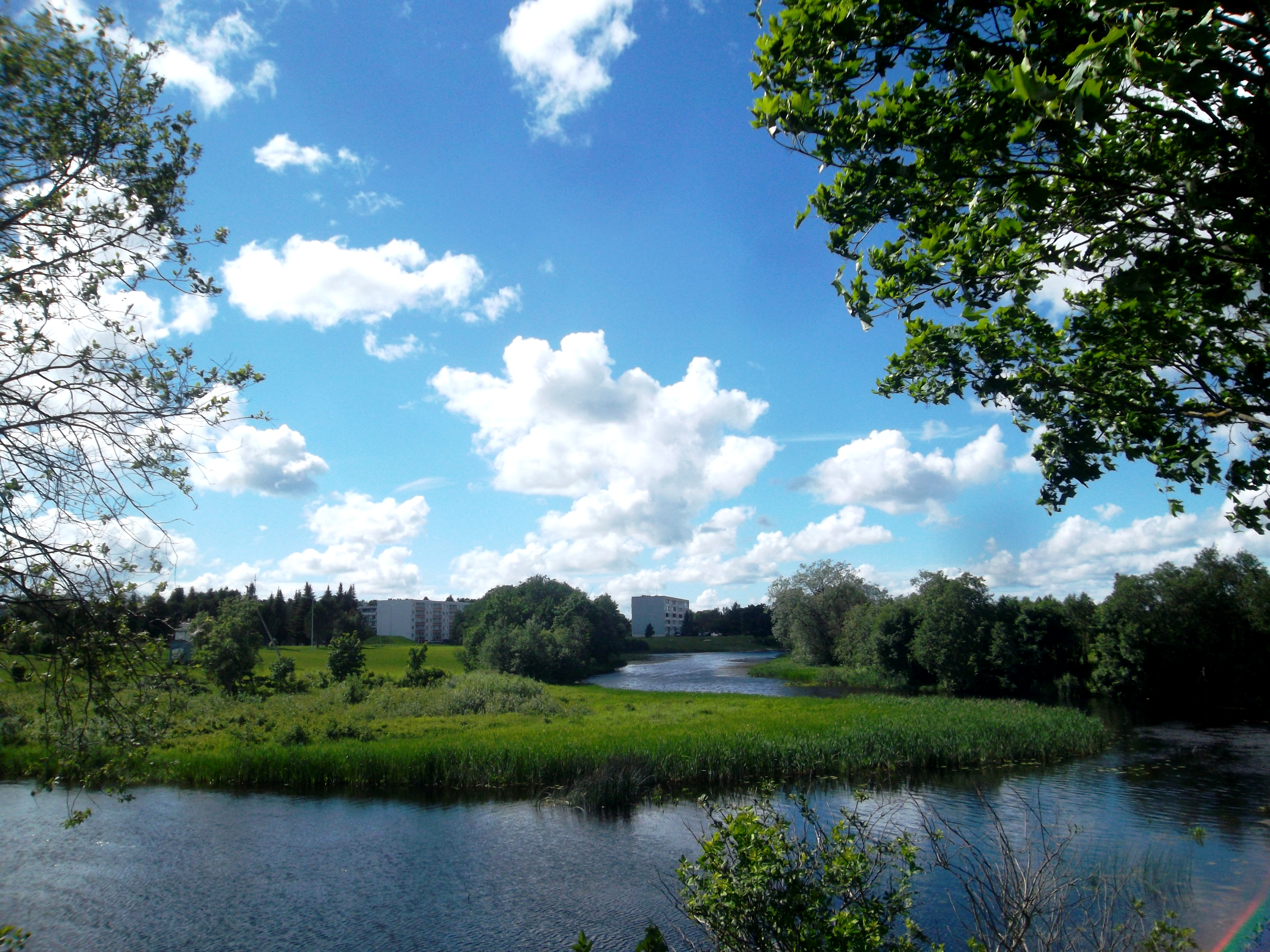
De rivier Keila bij Kohila
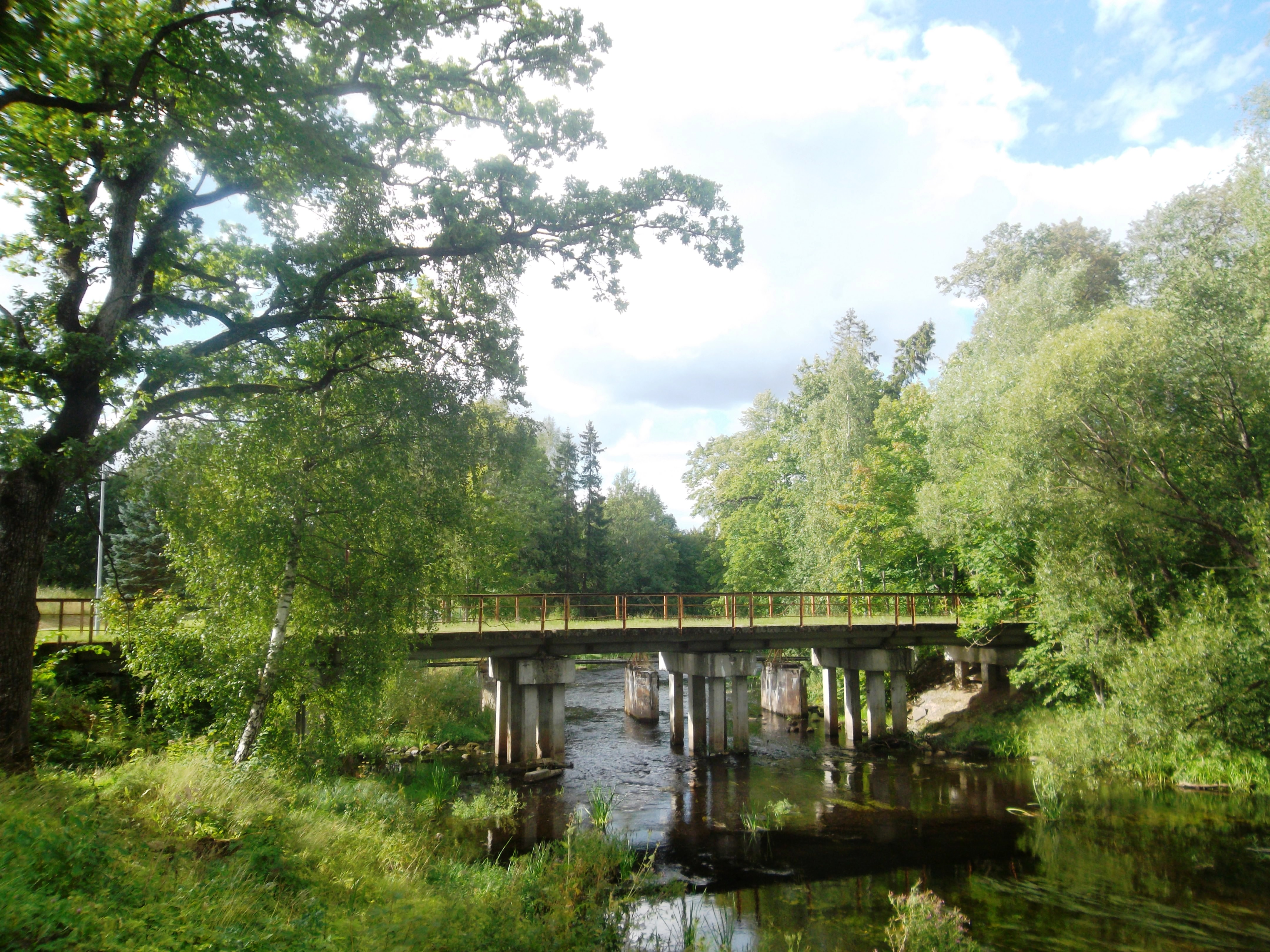
Spoorbrug bij Kohila
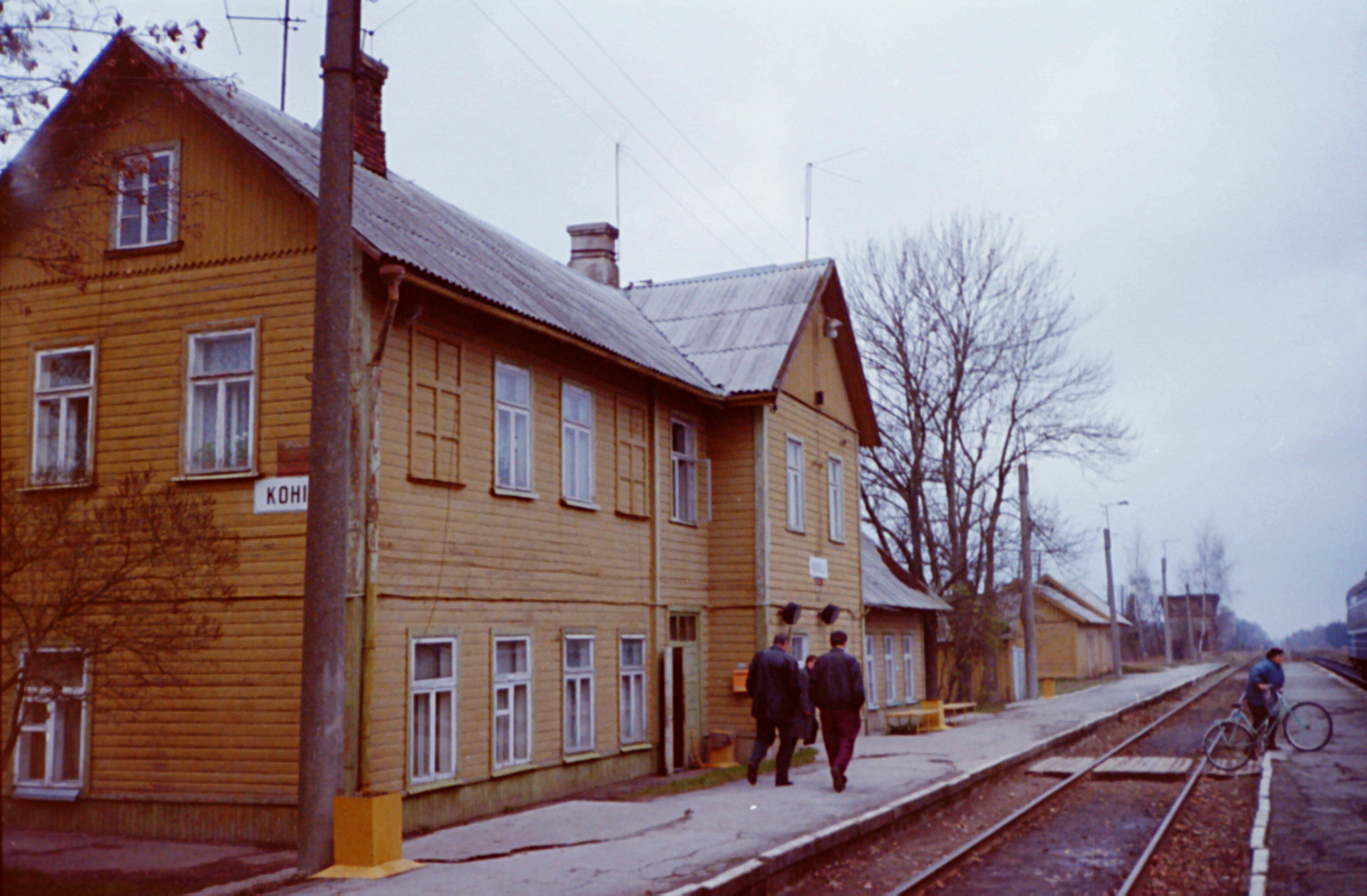
Het station in 1995
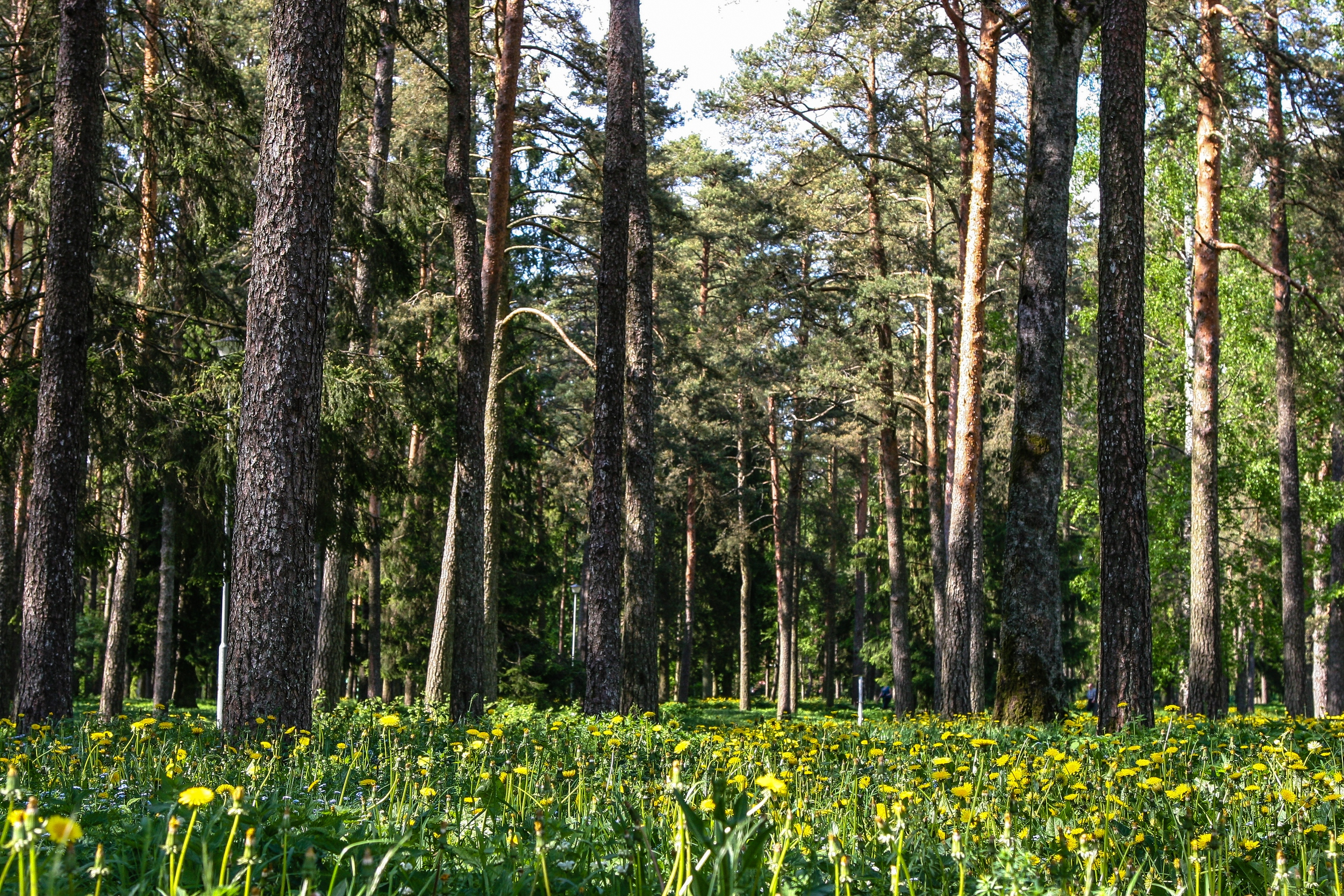
Het Kapabos
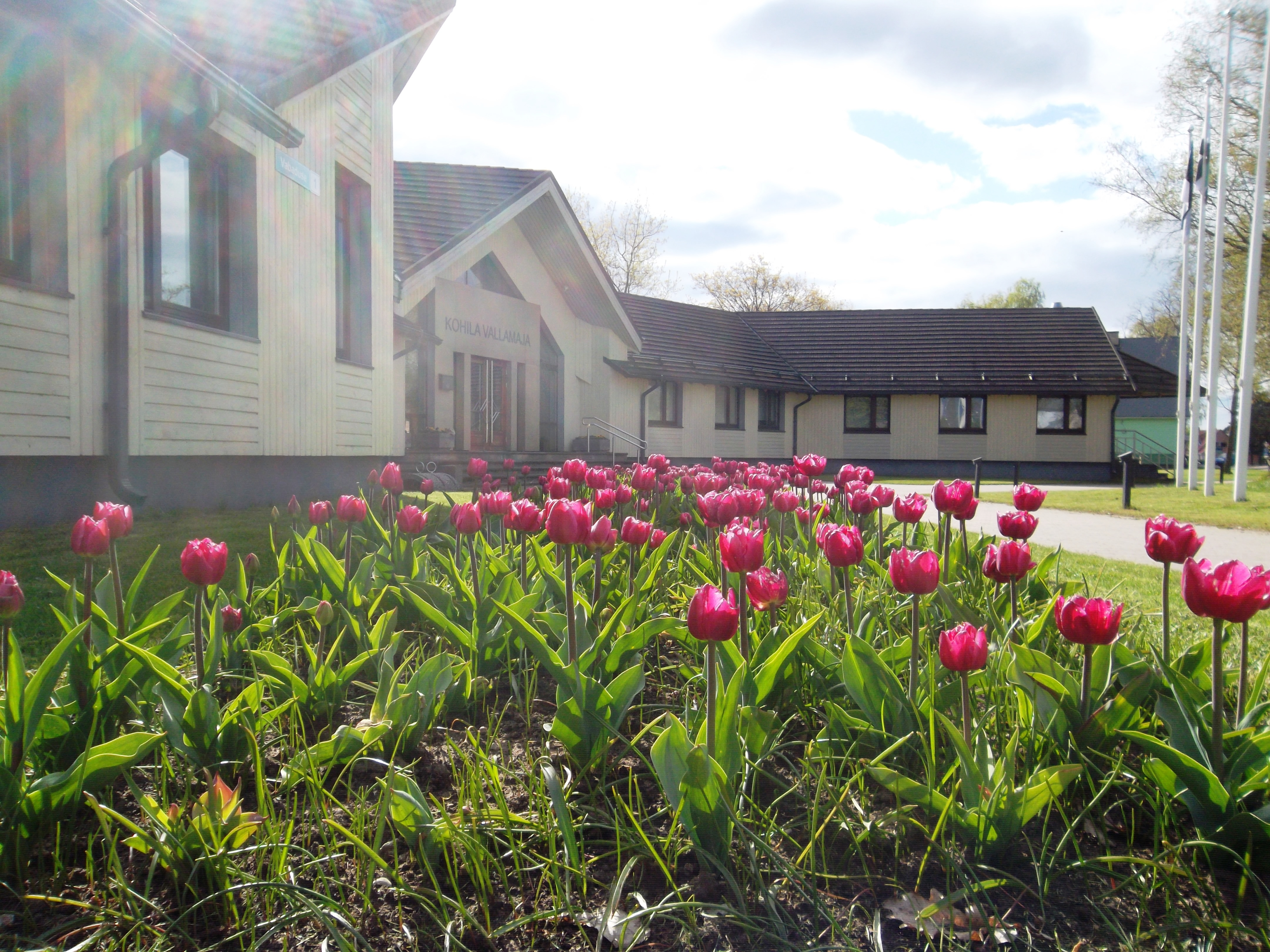
Gemeentehuis
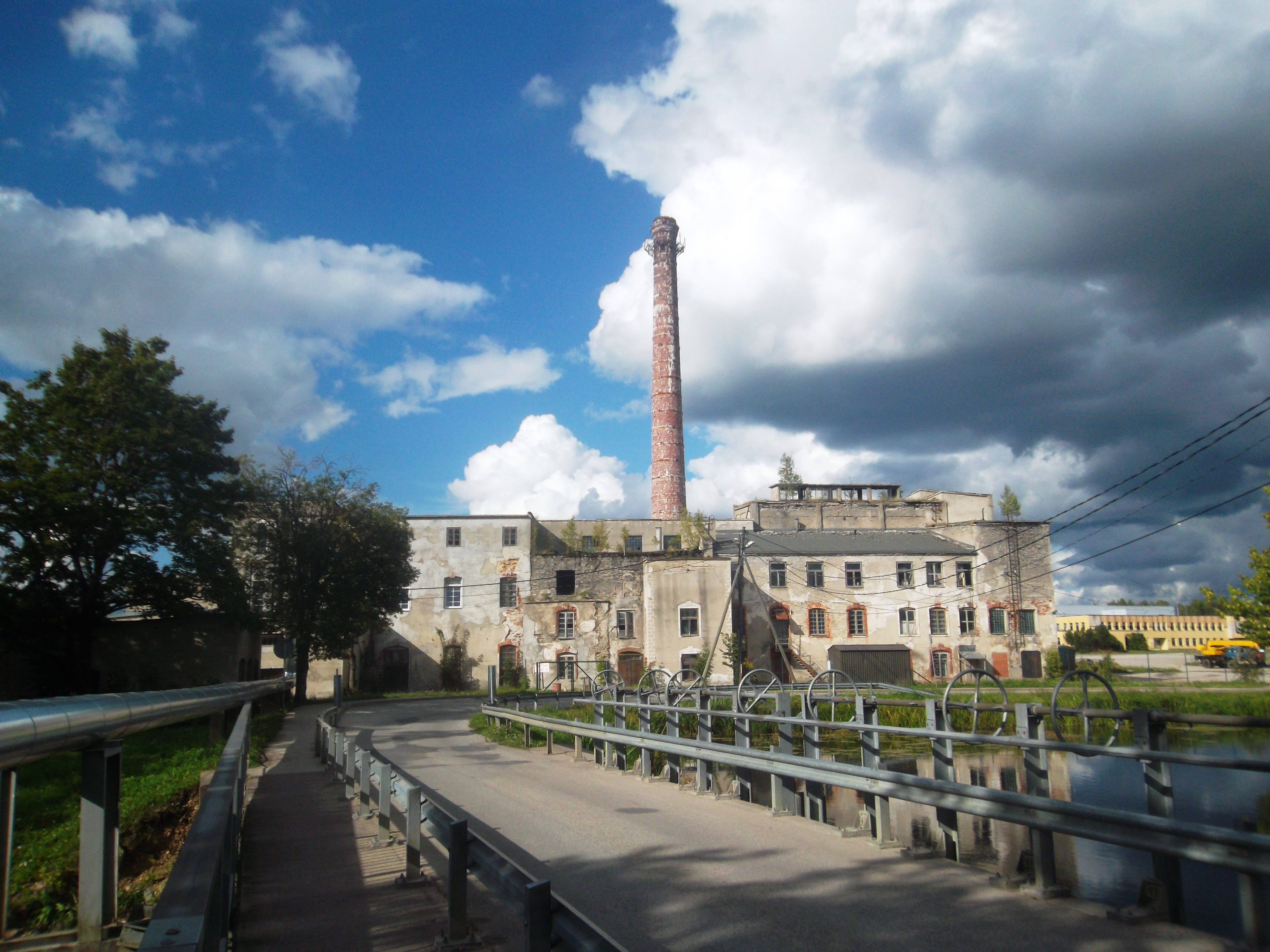
De papierfabriek
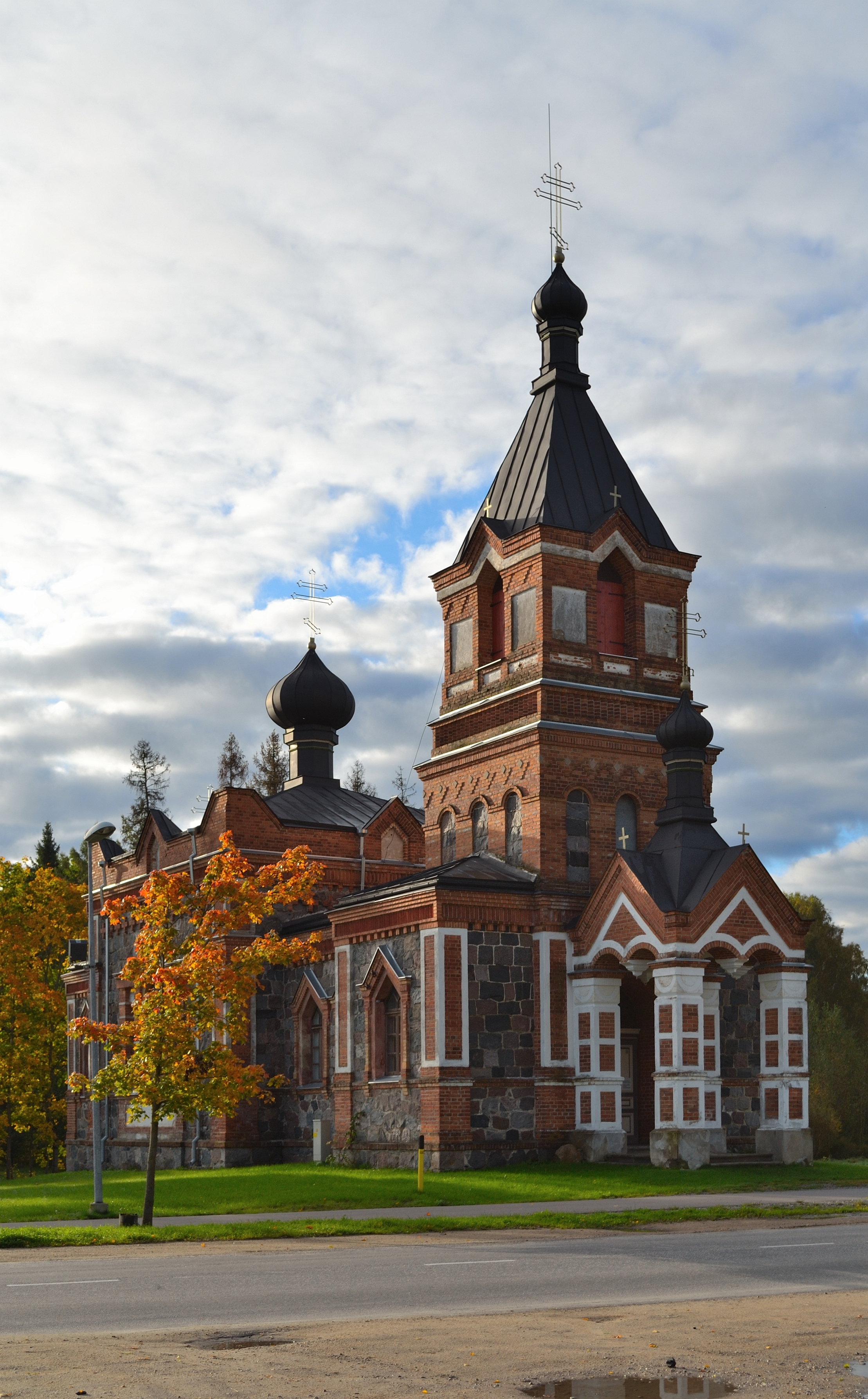
De orthodoxe kerk van Kohila
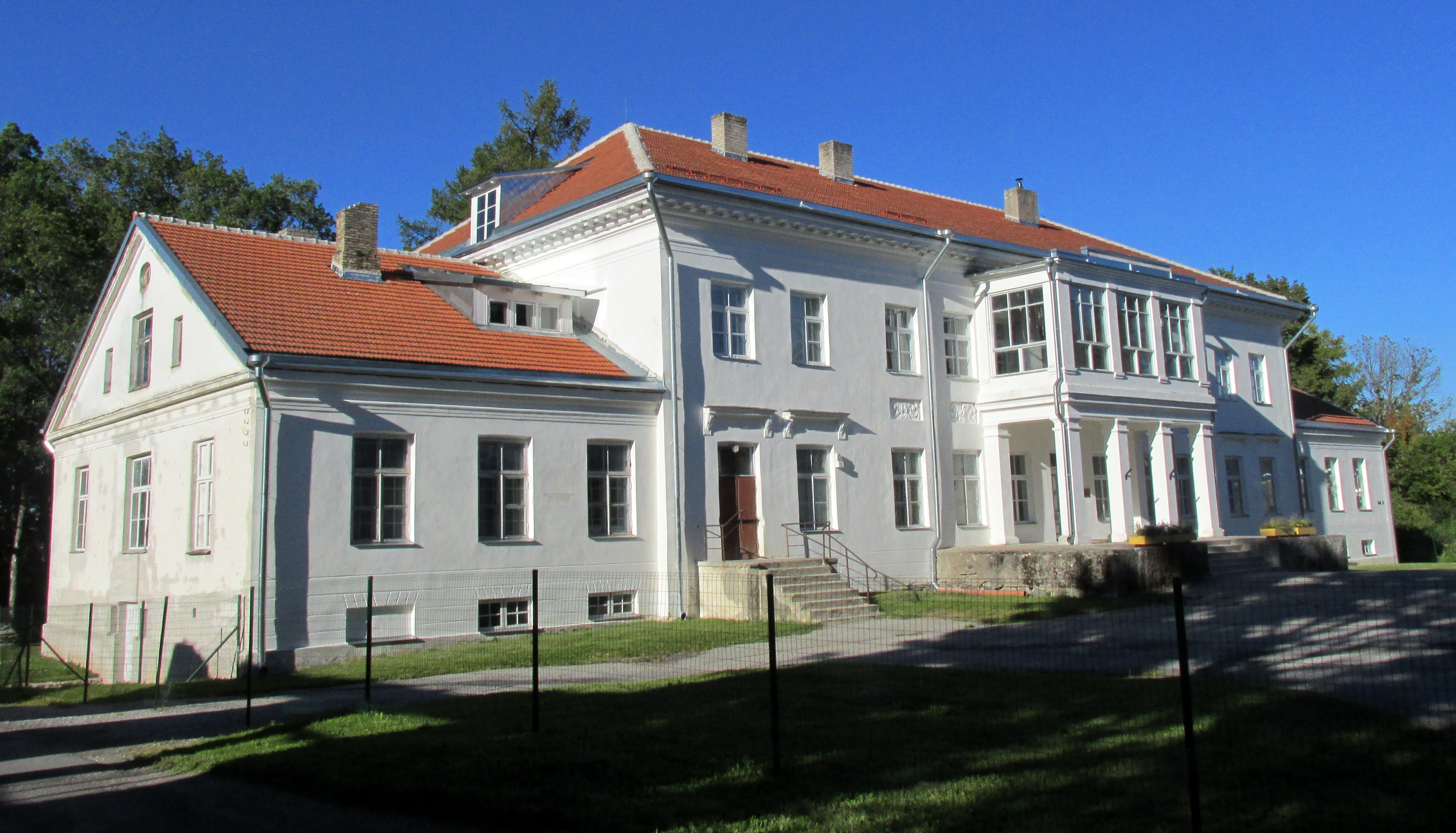
Het landhuis van Kohila
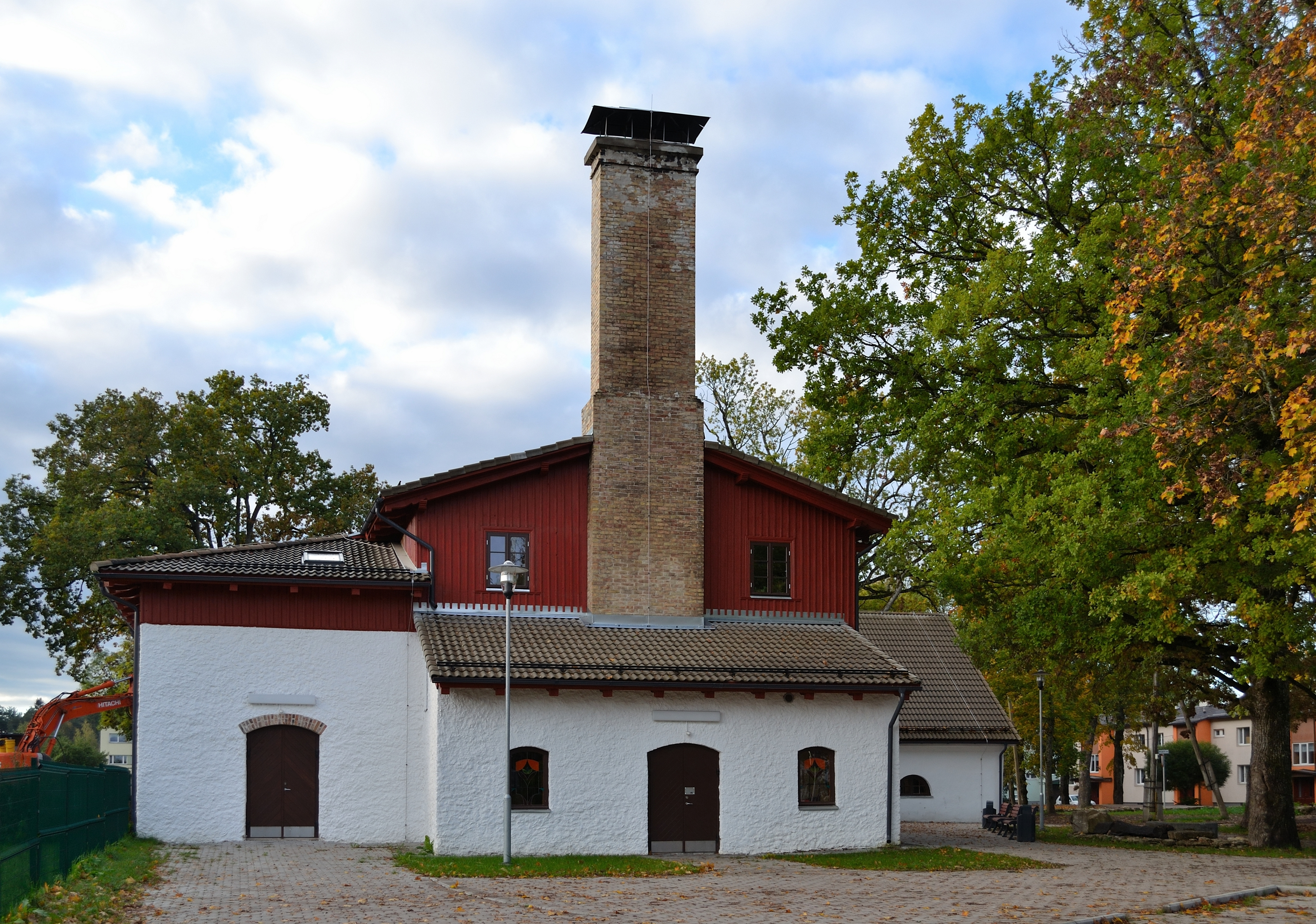
Voormalige droogschuur
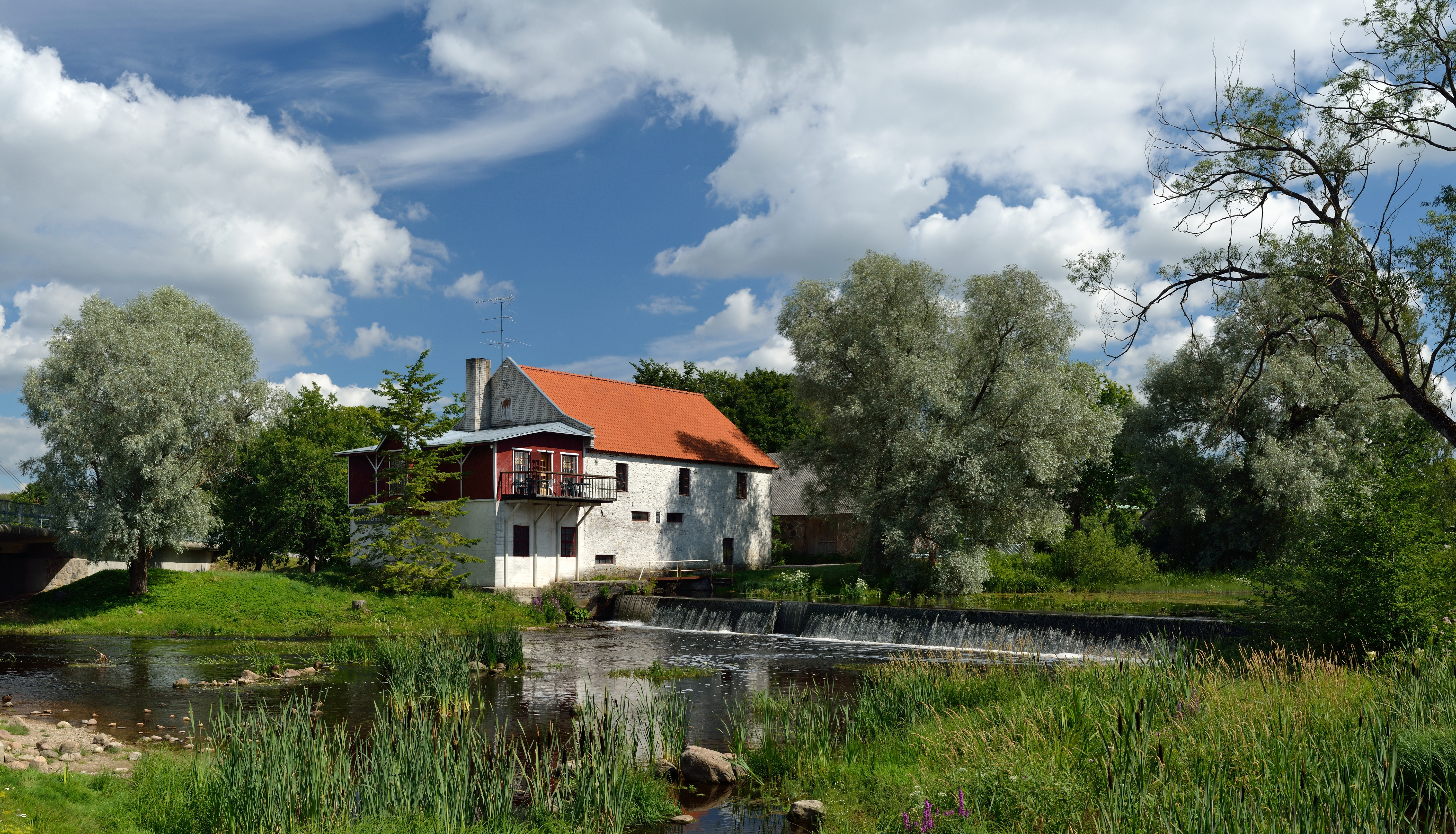
Watermolen
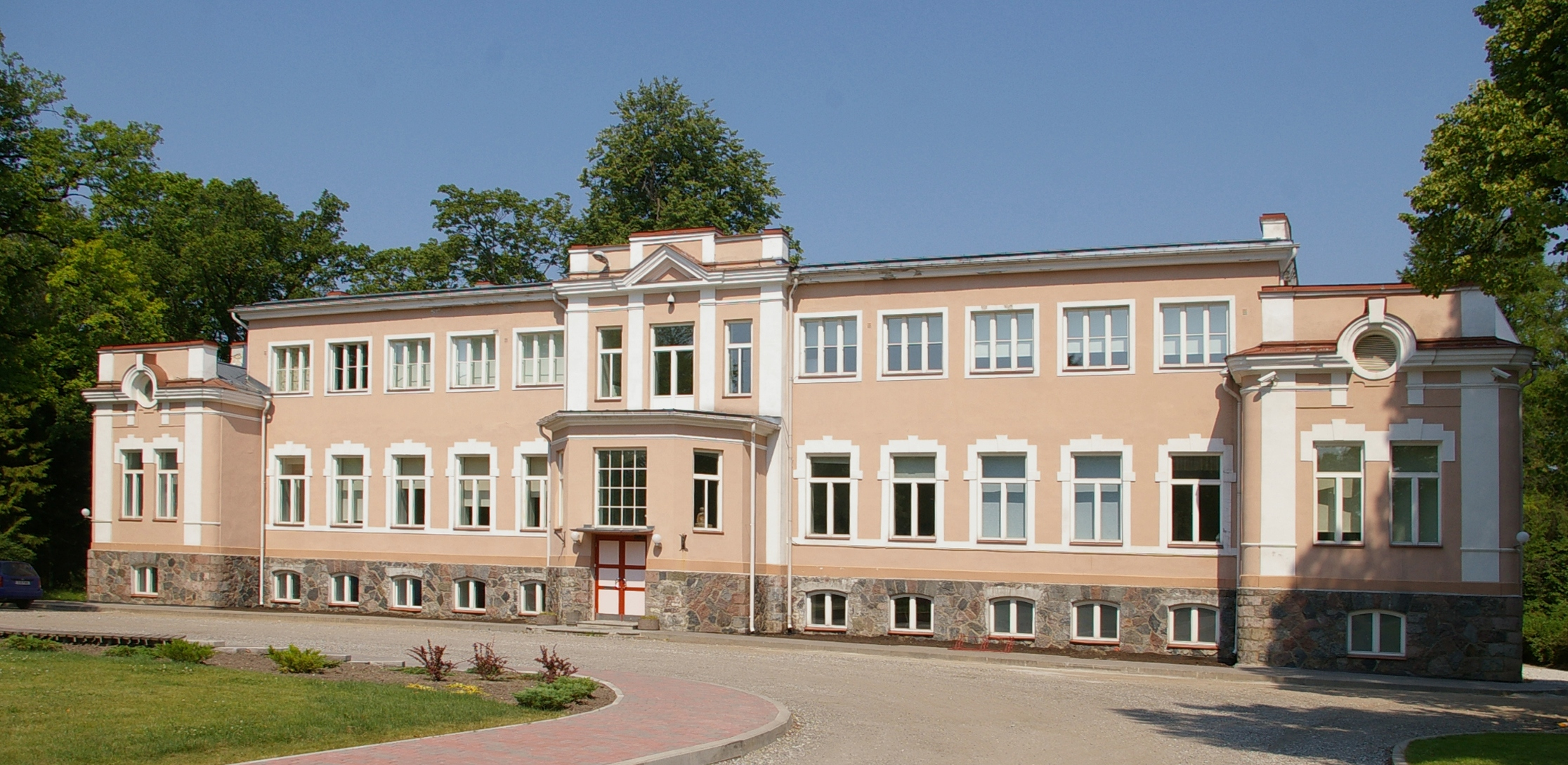
Het landhuis van Tohisoo
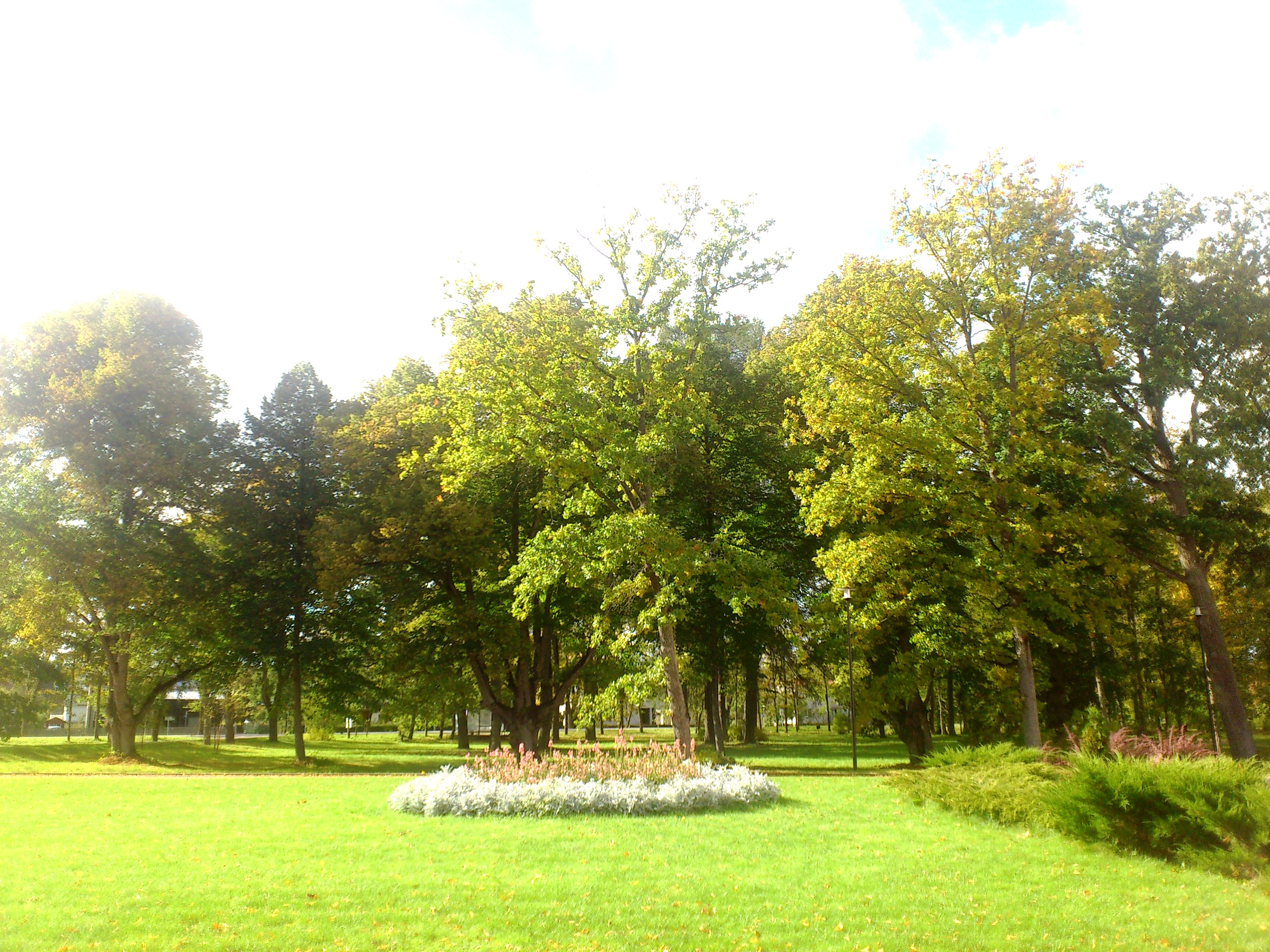
Tohisoo park